# Cologne Centurions
I Cologne Centurions sono stati una squadra di football americano, di Colonia, in Germania.

## Storia
La squadra è stata fondata nel 2004 e ha chiuso nel 2007; sono l'unica squadra europea della WLAF/NFLE a non aver mai vinto né disputato un World Bowl.
Con l'avvio della ELF e il ritiro degli Ingolstadt Praetorians e dei Niedersachsen German Knights 1367 è stata fondata e affiliata alla nuova lega una nuova squadra che porta lo stesso nome.

## Dettaglio stagioni

### Tornei internazionali

#### NFLE
| Stagione | regular season | regular season | regular season | regular season | regular season | regular season | playoff | playoff | playoff | playoff | playoff | playoff   | playoff    |
|          | Vin            | Par            | Per            | Tot            | PF             | PS             | Vin     | Per     | Tot     | PF      | PS      | risultato | avversaria |
| -------- | -------------- | -------------- | -------------- | -------------- | -------------- | -------------- | ------- | ------- | ------- | ------- | ------- | --------- | ---------- |
| 2004     | 4              | 0              | 6              | 10             | 191            | 201            | -       | -       | -       | -       | -       | -         | -          |
| 2005     | 6              | 0              | 4              | 10             | 188            | 212            | -       | -       | -       | -       | -       | -         | -          |
| 2006     | 4              | 0              | 6              | 10             | 151            | 170            | -       | -       | -       | -       | -       | -         | -          |
| 2007     | 6              | 0              | 4              | 10             | 205            | 172            | -       | -       | -       | -       | -       | -         | -          |
| Totale   | 20             | 0              | 20             | 40             | 735            | 755            | -       | -       | -       | -       | -       |           |            |

Fonti: Enciclopedia del Football - A cura di Roberto Mezzetti